# Karl Maria Kertbeny

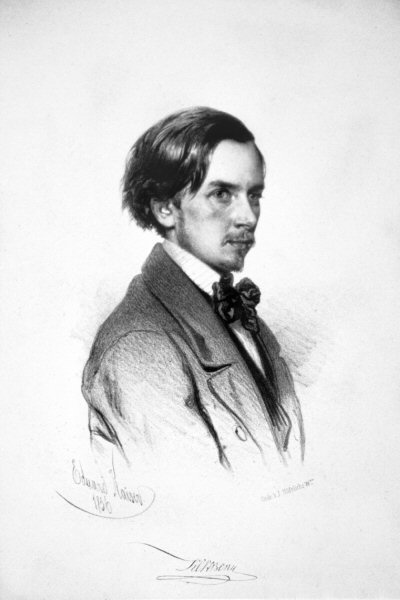
Karl Maria Kertbeny.

Karl Maria Kertbeny (ungersk form av Benkert), född 28 februari 1824 i Wien, död 23 januari 1882 i Budapest, var en tysk-ungersk skriftställare. 
Kertbeny kom som barn till Ungern, där han gjorde Sándor Petőfis bekantskap och vigde sitt liv åt att för utlandet tolka ungerska litteraturens bästa verk. Han verkställde tyska översättningar, utöver Petőfi även av János Arany, Mihály Vörösmarty och Mór Jókai samt av ungerska folkvisor och författade dessutom historisk-politiska och litterära skisser.
Kertbeny är även känd för att 1869 ha lanserat begreppet homosexualitet.